# Joseph Zongo Ondedei
Joseph Zongo Ondedei (en italien Giuseppe Zongo Ondedei), né vers mai 1608 à Pesaro et mort le 24 juillet 1674 à Fréjus, est un prélat franco-italien du XVIIe siècle, membre de l'ordre des Théatins qui fut évêque de Fréjus de 1658 à 1674. 

## Biographie
Giuseppe Zongo Ondedei naît vers mai 1608 dans une famille noble de Pesaro sur le bord de l'Adriatique en Italie. Il fait ses études de droit à l'université de Bologne où il obtient le titre de docteur. Après avoir été revêtu de plusieurs emplois en cour de Rome et à l'étranger où il est successivement auditeur de la Légation apostolique au Portugal, auditeur de la Rote romaine en Avignon et adjoint du cardinal Ginetti, légat pontifical en Allemagne. Il arrive à Paris en 1646 et devient maître de chambre et secrétaire puis l'ami, le confident et l'auxiliaire de Jules Mazarin pendant la Fronde. Homme rompu à l'intrigue, il est plus spécialement chargé de s'informer et de rassembler les rumeurs de la cour et du Parlement. 
En récompense de ses services, il devient abbé commendataire de l'abbaye de Blanchelande le 1er janvier 1649. Éminence grise du cardinal Mazarin, il sert d'agent de liaison entre lui et la reine Anne d'Autriche et porte leur correspondance, ce qui lui vaut d'être capturé et emprisonner par le prince de Condé en janvier 1651 et il doit résigner son abbaye en août de la même année. Joseph Zongo Ondedei assiste à l'Assemblée du clergé de 1656 puis il est placé sur le siège épiscopal de Fréjus en 1658 à la recommandation de Mazarin et il est consacré par Ferdinand de Neufville de Villeroy, l'évêque de Chartres.
Il est désigné en janvier 1661 pour l'évêché d'Évreux mais ce transfert reste sans suite. À la mort du cardinal, il rentre dans son diocèse de Fréjus qu'il ne quitte plus. Le prélat de cour intrigant devient un évêque exemplaire, il dote le séminaire et sa fin est édifiante. Il lègue ses biens en France à son église, aux hôpitaux et aux pauvres avant de mourir en juillet 1674. Il est inhumé dans le tombeau qu'il s'était fait préparer dans sa cathédrale.